# Madge Sinclair
Madge Dorita Sinclair (28 de abril de 1938 - 20 de diciembre de 1995) fue una actriz jamaicana, que participó en el reparto en las películas Cornbread, Earl and Me (1975), Coming to America (1988), Trapper John M.D. (1980-1986) y la miniserie Raíces (1977). Sinclair también interpretó el personaje de Sarabi, la esposa de Mufasa y la madre de Simba, en la película de animación El rey león. 
Sinclair ganó el Premio Primetime Emmy por Mejor Actriz de Reparto - Serie Dramática por su papel como la Emperatriz Josephine en la serie Gabriel's Fire en 1991. Falleció el 20 de diciembre de 1995 después de luchar trece años contra la leucemia.

## Filmografía

### Cine y televisión
| Año       | Título                                        | Rol               | Notas                                         |
| --------- | --------------------------------------------- | ----------------- | --------------------------------------------- |
| 1972      | Madigan                                       |                   |                                               |
| 1972      | The Witches of Salem: The Horror and the Hope | Tituba            |                                               |
| 1974      | I Love You... Good-bye                        | Salesgirl         |                                               |
| 1974      | Conrack                                       | Sra. Scott        |                                               |
| 1974      | Medical Center                                | Arbiter           | Episodio: "Tainted Lady"                      |
| 1974      | The Waltons                                   | Minnie Doze       | Episodio: "The Visitor"                       |
| 1975      | Cornbread, Earl and Me                        | Leona Hamilton    |                                               |
| 1975      | Guess Who's Coming to Dinner                  | Sarah Prentiss    | Película para TV                              |
| 1975      | Joe Forrester                                 | Sheila Gates      | Episodio: "Stake Out"                         |
| 1975      | Doctors' Hospital                             |                   | Episodio: "Come at Last to Love"              |
| 1976      | I Will, I Will... for Now                     | Dra. Williams     |                                               |
| 1976      | Leadbelly                                     | Sra. Eula         |                                               |
| 1976      | Executive Suite                               | Judge Gillespie   | Episodio: "Who Shall Hall Bring Mercy"        |
| 1977      | Roots                                         | Belle Reynolds    | 3 episodios                                   |
| 1977      | Serpico                                       | Michelle          | Episodio: "One Long Tomorrow"                 |
| 1978      | Convoy                                        | Viuda             |                                               |
| 1978      | ABC Afterschool Specials                      | Sra. Bradsbury    | Episodio: "The Rag Tag Champs"                |
| 1978      | One in a Million: The Ron LeFlore Story       | Georgia LeFlore   | Película para TV                              |
| 1978      | Uncle Joe Shannon                             | Margaret          |                                               |
| 1979      | The White Shadow                              | Louelia Judd      | Episodio: "Sudden Death"                      |
| 1980-1986 | Trapper John, M.D.                            | Ernestine Shoop   | 129 episodios                                 |
| 1984      | ABC Afterschool Specials                      | Sra. Thomas       | Episodio: "Backwards: The Riddle of Dyslexia" |
| 1986      | Star Trek IV: The Voyage Home                 | Capitana Saratoga |                                               |
| 1987      | Mathnet                                       | Amelia Airliver   | Episodio: "Problem of the Trojan Hamburger"   |
| 1987      | Ohara                                         | Gussie Lemmons    | 11 episodios                                  |
| 1987      | Starman                                       | Lorraine Michaels | Episodio: "The Test"                          |
| 1987      | Look Away                                     | Elizabeth Keckley | Película para TV                              |
| 1988      | Coming to America                             | Aoleon            |                                               |
| 1989      | Gideon Oliver                                 | Angela Holmes     | Episodio: "By the Waters of Babylon"          |
| 1989      | Roseanne                                      | Muriel Johnston   | Episodio: "Guilt by Disassociation"           |
| 1989      | Midnight Caller                               | Ida May           | Episodio: "Take Back the Streets"             |
| 1990      | The End of Innocence                          | Enfermera Bowlin  |                                               |
| 1990-1991 | Gabriel's Fire                                | Josephine         | 22 episodios                                  |
| 1991      | The Orchid House                              | Lally             | 4 episodios                                   |
| 1991-1992 | Pros and Cons                                 | Josephine Austin  | 12 episodios                                  |
| 1992      | L.A. Law                                      | Jessica Rollins   | Episodio: "Diet, Diet My Darling"             |
| 1992      | Tales from the Crypt                          | Lucille           | Episodio: "Curiosity Killed"                  |
| 1993      | Star Trek: The Next Generation                | Silva La Forge    | Episodio: "Interface"                         |
| 1994      | El rey león                                   | Sarabi            | Voz                                           |
| 1994-1995 | Me and the Boys                               | Mary Tower        | 19 episodios                                  |
| 1995      | Dream On                                      | Sra. Charles      | Episodio: "Little Orphan Eddie"               |